# Moduł dualny
Moduł dualny – moduł form liniowych określonych na danym module. W przypadku przestrzeni liniowych skończonego wymiaru (zob. osobną sekcję), czy nawet skończenie generowanych modułów wolnych, elementy modułu dualnego do niego można uważać za „potencjalne funkcje współrzędnych” na tym module (wraz z funkcją zerową w celu uzyskania struktury modułu, por. przestrzeń funkcyjna); w ogólności spojrzenie to jest zbyt daleko idącym uproszczeniem (por. Przykłady).
Struktury te pojawiają się w różnych działach matematyki: w algebrze liniowej jako funkcje współrzędnych przestrzeni współrzędnych (tzw. rzuty na współrzędne), w analizie podczas całkowania na przestrzeni funkcji ciągłych, w geometrii przy definicji przestrzeni stycznej (pochodne kierunkowe), w teorii liczb jako różne ideały ciała liczbowego.

## Definicja
Niech {\displaystyle M,N} będą (lewostronnymi) modułami nad pierścieniem przemiennym {\displaystyle R.} Zbiór {\displaystyle \mathrm {Hom} _{R}(M,N)} wszystkich homomorfizmów liniowych (tj. przekształceń liniowych) {\displaystyle M\to N} sam ma strukturę modułu nazywanego modułem dualnym do {\displaystyle M} względem {\displaystyle N}. Jeśli {\displaystyle N=R,} to {\displaystyle \mathrm {Hom} _{R}(M,R)} nazywa się po prostu modułem dualnym do {\displaystyle M,} bądź przestrzenią dualną lub sprzężoną (w przypadku przestrzeni liniowej {\displaystyle M,} czyli modułu nad ciałem {\displaystyle R;} zob. Przestrzenie liniowe i przestrzeń funkcyjna), i oznacza symbolem {\displaystyle M^{\star }}.
Przypadek modułów dualnych względem siebie omówiono w artykule o parze dualnej koncentrując się w tym na modułach form liniowych nad pierścieniem {\displaystyle R} (przemiennym z jedynką), o ile nie zaznaczono inaczej. Dalej {\displaystyle \mathrm {Hom} _{R}(X,Y)} będzie zapisywane po prostu {\displaystyle \mathrm {Hom} (X,Y).}

## Sumy i produkty proste
Konstrukcja modułu dualnego jest przemienna (z dokładnością do izomorfizmu) z konstrukcją sumy prostej modułów: {\displaystyle (M\oplus N)^{\star }\simeq M^{\star }\oplus N^{\star }}. Ponieważ suma prosta modułów jest łączna (z dokładnością do izomorfizmu), to powyższa uwaga rozciąga się poprzez indukcję na sumy proste dowolnej skończonej liczbie składników: moduł dualny do sumy prostej modułów jest izomorficzny z sumą prostą modułów dualnych. Nie jest to jednak prawdą dla modułu dualnego do sumy prostej nieskończenie wielu modułów, który jest izomorficzny z produktem prostym modułów dualnych: jeśli {\displaystyle (M_{i})} jest rodziną modułów, to istnieje izomorfizm {\displaystyle \left(\bigoplus M_{i}\right)^{\star }\simeq \prod M_{i}^{\star }}. Wynika stąd, że dualizacja przekształca sumy proste w produkty proste; z drugiej strony istnieje zanurzenie sumy prostej modułów dualnych w module dualnym do produktu prostego modułów, lecz w ogólności brak izomorfizmu między tymi strukturami; nie mniej istnieje przekształcenie {\displaystyle \left(\bigoplus M_{i}\right)^{\star }\to \prod M_{i}^{\star }} będące iniekcją, które zwykle nie jest bijekcją (zob. ostatni przykład).
Dowolny skończenie generowany moduł wolny {\displaystyle M} nad {\displaystyle R} rangi {\displaystyle n>0} ma postać {\displaystyle M\simeq R^{n}.} Moduł {\displaystyle M^{\star }} dualny do niego również jest tej postaci; jeśli {\displaystyle M} jest modułem wolnym nieskończonej rangi (tj. nieskończenie generowanym), to {\displaystyle M^{\star }} nie musi być wolny.

## Bazy dualne
Niech {\displaystyle M\simeq R^{n},} wtedy też {\displaystyle M^{\star }\simeq R^{n}} (zob. poprzednią sekcję). Wybranie bazy {\displaystyle ({\mathsf {e}}_{i})} w {\displaystyle M} sprawia, że każda forma liniowa {\displaystyle \varphi \in M^{\star }} jest całkowicie wyznaczona za pomocą wartości przyjmowanych na każdym elemencie bazy {\displaystyle M} odwzorowując {\displaystyle \varphi \in M^{\star }} w element {\displaystyle (\varphi ({\mathsf {e}}_{1}),\dots ,\varphi ({\mathsf {e}}_{n}))\in R^{n}} – jest to zanurzenie {\displaystyle M^{\star }\to R^{n},} które jest również suriekcją (w ten sposób powstaje każdy element {\displaystyle R^{n}}): jeśli {\displaystyle \varphi _{i}(c_{1}{\mathsf {e}}_{1}+\ldots +c_{n}{\mathsf {e}}_{n})} są rzutami względem bazy {\displaystyle ({\mathsf {e}}_{i})} na każdą ze współrzędnych, to w danym zanurzeniu ta forma liniowa przechodzi na element bazowy {\displaystyle {\mathsf {e}}_{i};} oznacza to, że {\displaystyle M^{\star }\to R^{n}} jest izomorfizmem, a stąd wspomniane rzuty tworzą bazę {\displaystyle M^{\star }.}
Bazą dualną do bazy {\displaystyle {\mathsf {e}}_{1},\dots ,{\mathsf {e}}_{n}} modułu {\displaystyle M} nazywa się rzuty na poszczególne współrzędne wskazywane przez tę bazę, oznacza się je symbolami {\displaystyle {\mathsf {e}}_{1}^{\star },\dots ,{\mathsf {e}}_{n}^{\star }} (wyżej: {\displaystyle \varphi _{1},\dots ,\varphi _{n}}). Wspomniane formy liniowe {\displaystyle M\to R} wyznaczone są za pomocą warunków:
{\displaystyle {\mathsf {e}}_{i}^{\star }({\mathsf {e}}_{j})=\delta _{ij}={\begin{cases}1&{\text{dla }}i=j,\\0&{\text{dla }}i\neq j,\end{cases}}}
gdzie {\displaystyle \delta _{ij}} jest tzw. deltą albo symbolem Kroneckera.

## Dwukrotna dualność
W powyższym przypadku izomorfizm między {\displaystyle M^{\star }} a {\displaystyle M} zależał od wyboru bazy – nie był on więc kanoniczny, gdyż moduł wolny nie ma wyróżnionej bazy. Jednakże istnieje wtedy naturalnie określony (tzn. niewymagający arbitralnych wyborów) izomorfizm między modułem {\displaystyle M} a modułem {\displaystyle M^{\star \star }=\left(M^{\star }\right)^{\star },} nazywanym modułem dwukrotnie dualnym do modułu {\displaystyle M.}
Element {\displaystyle M^{\star \star }} jest przekształceniem liniowym {\displaystyle M^{\star }\to R.} Obliczenie wartości dla dowolnego elementu {\displaystyle {\mathsf {m}}\in M} jest przekształceniem {\displaystyle M^{\star }\to R,} które jest liniowe,
{\displaystyle (\varphi +\psi )({\mathsf {m}})=\varphi ({\mathsf {m}})+\psi ({\mathsf {m}})\quad {\text{oraz}}\quad (r\varphi )({\mathsf {m}})=r\varphi ({\mathsf {m}}),}
wprost z definicji. Niech {\displaystyle \mathrm {ev} _{\mathsf {m}}\colon \varphi \mapsto \varphi ({\mathsf {m}})} będzie wspomnianym przekształceniem obliczania wartości, tzw. ewaluacji, wtedy {\displaystyle \mathrm {ev} _{\mathsf {m}}\in M^{\star \star }.} Przekształcenie {\displaystyle M\to M^{\star \star }} dane wzorem {\displaystyle {\mathsf {m}}\mapsto \mathrm {ev} _{\mathsf {m}}} jest addytywne, gdyż
{\displaystyle \mathrm {ev} _{{\mathsf {m}}+{\mathsf {m}}'}(\varphi )=\varphi ({\mathsf {m}}+{\mathsf {m}}')=\varphi ({\mathsf {m}})+\varphi ({\mathsf {m}}')=\mathrm {ev} _{\mathsf {m}}(\varphi )+\mathrm {ev} _{{\mathsf {m}}'}(\varphi )=(\mathrm {ev} _{\mathsf {m}}+\mathrm {ev} _{{\mathsf {m}}'})(\varphi ),}
czyli {\displaystyle \mathrm {ev} _{{\mathsf {m}}+{\mathsf {m}}'}=\mathrm {ev} _{\mathsf {m}}+\mathrm {ev} _{{\mathsf {m}}'}} (kluczowe jest, iż elementy {\displaystyle M^{\star }} są addytywne!); podobnie {\displaystyle \mathrm {ev} _{c{\mathsf {m}}}=c\mathrm {ev} _{\mathsf {m}},} co oznacza, że odwzorowanie {\displaystyle {\mathsf {m}}\mapsto \mathrm {ev} _{\mathsf {m}}} jest przekształceniem liniowym {\displaystyle M\to M^{\star \star }} dla dowolnego modułu {\displaystyle M} – bywa ono nazywane przekształceniem naturalnym.
Jeśli {\displaystyle M} jest skończenie generowany i wolny, to przekształcenie naturalne {\displaystyle M\to M^{\star \star }} jest izomorfizmem, które nazywa się izomorfizmem naturalnym między modułem a modułem dwukrotnie do niego dualnym. W izomorfizmie tym bazą {\displaystyle M^{\star \star }} dualną do bazy dualnej {\displaystyle ({\mathsf {e}}_{i}^{\star })} modułu dualnego {\displaystyle M^{\star }} jest baza {\displaystyle ({\mathsf {e}}_{i}),} istotnie:
{\displaystyle \mathrm {ev} _{{\mathsf {e}}_{i}}({\mathsf {e}}_{j}^{\star })={\mathsf {e}}_{j}^{\star }({\mathsf {e}}_{i})=\delta _{ij}={\begin{cases}1&{\text{dla }}i=j,\\0&{\text{dla }}i\neq j.\end{cases}}}
Moduły {\displaystyle M,} dla których istnieje izomorfizm {\displaystyle M\to M^{\star \star }} (niekoniecznie naturalny!) nazywa się refleksywnymi.

## Przekształcenia dualne
Niech {\displaystyle \mathrm {L} \colon M\to N} będzie odwzorowaniem liniowym między dwoma modułami. Można je wykorzystać do przekształcenia form liniowych na {\displaystyle M} w formy liniowe na {\displaystyle N,} mianowicie: jeśli {\displaystyle \varphi \in N^{\star },} to {\displaystyle \varphi \circ \mathrm {L} \in M^{\star }.} Odwzorowanie {\displaystyle \mathrm {L} ^{\star }\colon N^{\star }\to M^{\star }} dane wzorem
{\displaystyle \mathrm {L} ^{\star }(\varphi )=\varphi \circ \mathrm {L} }
jest liniowe – nazywa się je przekształceniem dualnym albo sprzężonym do {\displaystyle \mathrm {L} }.
Przekształcenie {\displaystyle (\cdot )^{\star }\colon \mathrm {Hom} (M,N)\to \mathrm {Hom} \left(N^{\star },M^{\star }\right),} nazywane tutaj dualizacją, dane wzorem {\displaystyle \mathrm {L} \mapsto \mathrm {L} ^{\star }} również jest liniowe, a ponadto funktorialne, tj. zachowuje identyczność oraz oddziałuje w określony sposób ze złożeniem (w tym wypadku odwraca jego porządek), mianowicie: jeśli {\displaystyle \mathrm {L} _{1}\colon M\to N} oraz {\displaystyle \mathrm {L} _{2}\colon N\to P} są przekształceniami liniowymi między modułami, to przekształcenie dualne {\displaystyle P^{\star }\to M^{\star }} do złożenia {\displaystyle \mathrm {L} _{2}\circ \mathrm {L} _{1}\colon M\to P} dane jest wzorem {\displaystyle (\mathrm {L} _{2}\circ \mathrm {L} _{1})^{\star }=\mathrm {L} _{1}^{\star }\circ \mathrm {L} _{2}^{\star }}. Wynika stąd, że jeżeli {\displaystyle \mathrm {L} \colon M\to N} jest izomorfizmem modułów, to {\displaystyle \mathrm {L} ^{\star }\colon N^{\star }\to M^{\star }} jest izomorfizmem ich modułów dualnych, a ponadto {\displaystyle \left(\mathrm {L} ^{\star }\right)^{-1}=\left(\mathrm {L} ^{-1}\right)^{\star }}.
Jeśli {\displaystyle M,N} są skończenie generowanymi modułami wolnymi, to przekształcenie {\displaystyle (\cdot )^{\star }} jest izomorfizmem, a każde przekształcenie liniowe {\displaystyle \mathrm {L} \colon M\to N} można utożsamiać z {\displaystyle \mathrm {L} ^{\star \star }\colon N^{\star \star }\to M^{\star \star }} poprzez izomorfizm naturalny. Jeśli moduły te mają bazy odpowiednio {\displaystyle E=({\mathsf {e}}_{1},\dots ,{\mathsf {e}}_{m})} oraz {\displaystyle F=({\mathsf {f}}_{1},\dots ,{\mathsf {f}}_{n}),} przy czym ich bazy dualne oznaczane będą kolejno {\displaystyle E^{\star }=({\mathsf {e}}_{1}^{\star },\dots ,{\mathsf {e}}_{m}^{\star })} oraz {\displaystyle F^{\star }=({\mathsf {f}}_{1}^{\star },\dots ,{\mathsf {f}}_{m}^{\star }),} to macierze {\displaystyle \mathbf {L} =\mathrm {M} (\mathrm {L} )_{E}^{F}} typu {\displaystyle n\times m} oraz {\displaystyle \mathbf {L} ^{\star }=\mathrm {M} (\mathrm {L} ^{\star })_{F^{\star }}^{E^{\star }}} typu {\displaystyle m\times n} reprezentujące {\displaystyle \mathrm {L} } i {\displaystyle \mathrm {L} ^{\star }} w odpowiednich bazach (zob. macierz przekształcenia liniowego) są transponowane jedna względem drugiej.
Twierdzenia z przedostatniego akapitu stanowią uogólnienie własności transpozycji macierzy nad pierścieniem {\displaystyle R,} kolejno {\displaystyle (c\mathbf {A} +d\mathbf {B} )^{\mathrm {T} }=c\mathbf {A} ^{\mathrm {T} }+d\mathbf {B} ^{\mathrm {T} },} {\displaystyle (\mathbf {AB} )^{\mathrm {T} }=\mathbf {B} ^{\mathrm {T} }\mathbf {A} ^{\mathrm {T} },} {\displaystyle (c\mathbf {I} )^{\mathrm {T} }=c\mathbf {I} ^{\mathrm {T} }} oraz {\displaystyle (\mathbf {A} ^{-1})^{\mathrm {T} }=(\mathbf {A} ^{\mathrm {T} })^{-1}} dla dowolnych macierzy {\displaystyle \mathbf {A} ,\mathbf {B} ,} dla których wspomniane działania mają sens. Mają one tę zasadniczą przewagę nad odpowiadającymi im twierdzeniami macierzowymi (które można by chcieć uzyskać na mocy twierdzenia z poprzedniego akapitu), iż zachodzą one dla modułów, które nie muszą być wolne i skończenie generowane. Tłumaczą one koncepcyjnie z jakiego powodu transpozycja macierzy odwraca porządek mnożenia, podobnie jak interpretacja mnożenia macierzy jako złożenia przekształceń tłumaczy łączność i nieprzemienność mnożenia macierzy poprzez łączność i nieprzemienność składania funkcji – w ten sposób transpozycja macierzy jest przypadkiem szczególnym konstrukcji przekształcenia dualnego dla skończenie generowanych modułów wolnych.
Dualizacja przekształca suriektywność w iniektywność: jeżeli {\displaystyle \mathrm {L} } jest „na”, to {\displaystyle \mathrm {L} ^{\star }} jest „1-1”. Jeśli {\displaystyle \mathrm {L} } jest różnowartościowe, to {\displaystyle M} można postrzegać jako podmoduł {\displaystyle N,} tzn. {\displaystyle M\simeq \mathrm {L} (M)\subseteq N;} dla {\displaystyle \varphi \in N^{\star }} przekształcenie {\displaystyle \mathrm {L} ^{\star }(\varphi )=\varphi \circ \mathrm {L} } jest z tego punktu widzenia zawężeniem {\displaystyle \varphi } do podmodułu {\displaystyle \mathrm {L} (M)\subseteq N.} Fakt, iż odwzorowanie {\displaystyle \mathrm {L} ^{\star }} jest „na” oznacza, że każda forma liniowa {\displaystyle \psi \colon M\to R} jest postaci {\displaystyle \varphi \circ \mathrm {L} ,} co jest równoważne stwierdzeniu, iż każde przekształcenie liniowe {\displaystyle \mathrm {L} (M)\to R} można przedłużyć do przekształcenia liniowego {\displaystyle N\to R,} a więc {\displaystyle N} ma taką własność, że wszystkie elementy modułu dualnego do podmodułu {\displaystyle \mathrm {L} (M)\subseteq N} przedłużają się do elementów modułu dualnego do {\displaystyle N.} W ogólności własność ta nie zachodzi; istnieje jednak ważny przypadek, w którym dualizacja przekształca iniektywne przekształcenia liniowe w suriektywne – {\displaystyle R} jest ciałem: niech {\displaystyle M,N} będą przestrzeniami liniowymi nad ciałem {\displaystyle K,} wtedy jeśli przekształcenie {\displaystyle \mathrm {L} \colon M\to N} jest „1-1”, to {\displaystyle \mathrm {L} ^{\star }} jest „na” – twierdzenie to obowiązuje nie tylko dla przestrzeni liniowych skończonego wymiaru, lecz wszystkich przestrzeni liniowych: dowolna niezerowa przestrzeń liniowa ma bazę (twierdzenie Hamela), a bazę podprzestrzeni liniowej można rozszerzyć do bazy całej przestrzeni (twierdzenie Steinitza). Przypadek nieskończeniewymiarowy wymaga lematu Kuratowskiego-Zorna, a więc z pewnością nie jest konstruktywny. Z powyższego wynika także, że jeśli {\displaystyle \mathrm {L} \colon M\to N} dla modułów {\displaystyle M,N} jest „1-1”, a {\displaystyle \mathrm {L} (M)} jest składnikiem prostym {\displaystyle N,} to {\displaystyle \mathrm {L} ^{\star }} jest „na”.

## Przestrzenie liniowe
Ponieważ przestrzeń liniowa skończonego wymiaru nad danym ciałem ma formalnie strukturę modułu wolnego skończonej rangi (tj. skończenie generowanego, nad tym ciałem) – wolność oznacza istnienie bazy, a skończona ranga odpowiada skończonemu wymiarowi – to wszystkie wymienione wyżej własności modułów dualnych (do skończenie generowanych modułów wolnych) przenoszą się wprost na przestrzenie dualne (do przestrzeni liniowych).
Jeśli przestrzeń liniowa {\displaystyle V} jest nieskończonego wymiaru, to za pomocą lematu Kuratowskiego-Zorna można wykazać, iż
{\displaystyle \dim _{K}V<\dim _{K}V^{\star }<\dim _{K}V^{\star \star },}
co oznacza, że w ogólności {\displaystyle V} nie jest izomorficzna, z przestrzenią dwukrotnie do niej dualną {\displaystyle V^{\star \star }} (zob. ostatni przykład). W wielu jednak wypadkach przekształcenie naturalne {\displaystyle V\to V^{\star \star }} jest izomorfizmem zupełnie jak w przypadku skończeniewymiarowym.
W analizie często rozpatruje się nieskończeniewymiarowe przestrzenie liniowe {\displaystyle V} nad ciałami liczb rzeczywistych {\displaystyle \mathbb {R} } lub zespolonych {\displaystyle \mathbb {C} .} Zwykle jest na niej określona pewna topologia; chcąc ją uwzględnić (zachować) przestrzeń dualną {\displaystyle V'} definiuje się jako przestrzeń tylko tych form liniowych na {\displaystyle V,} które są ciągłe (w tej topologii, nie zaś wszystkich). Ta „topologiczna” przestrzeń dualna {\displaystyle V'} jest znacznie mniejsza niż wyłącznie „algebraiczna” przestrzeń dualna {\displaystyle V^{\star }} i sama może być wyposażona w dogodną topologię – dla odróżnienia nazywa się je też przestrzeniami sprzężonymi algebraicznie oraz topologicznie. W przypadku skończeniewymiarowym zachodzi {\displaystyle V'=V^{\star },} gdyż nie istnieją wtedy nieciągłe formy liniowe określone na {\displaystyle V.}

## Przykłady
Przykładami funkcjonałów na przestrzeni euklidesowej {\displaystyle \mathbb {R} ^{n}} są rzuty na współrzędne standardowe:
{\displaystyle c_{1}\mathbf {e} _{1}+\ldots +c_{n}\mathbf {e} _{n}\mapsto c_{i}.}
Ogólniej, branie iloczynu skalarnego przez ustalony wektor {\displaystyle \mathbb {R} ^{n}} daje element przestrzeni dualnej: niech dla każdego {\displaystyle \mathbf {v} \in \mathbb {R} ^{n}} dana będzie forma {\displaystyle \varphi _{\mathbf {v} }\colon \mathbb {R} ^{n}\to \mathbb {R} } wzorem
{\displaystyle \varphi _{\mathbf {v} }(\mathbf {w} )=\mathbf {v} \cdot \mathbf {w} =v_{1}w_{1}+\ldots +v_{n}w_{n}.}
Rzuty na współrzędne standardowe uzyskuje się biorąc {\displaystyle \mathbf {v} } będące wektorami bazy standardowej {\displaystyle \mathbf {e} _{1},\dots ,\mathbf {e} _{n}.} Izomorfizm {\displaystyle \mathbb {R} ^{n}\simeq \left(\mathbb {R} ^{n}\right)^{\star }} ustala przekształcenie {\displaystyle \mathbf {v} \mapsto \varphi _{\mathbf {v} },} tj. wyżej wskazane elementy przestrzeni dualnej są już wszystkimi możliwymi. Analogicznie ma się rzecz z dowolnym modułem {\displaystyle R^{n}} (wystarczy wyżej zamienić „wektor” {\displaystyle \mathbf {u} } na „element” {\displaystyle {\mathsf {u}}} oraz „przestrzeń dualna” na „moduł dualny”). W szczególności {\displaystyle R^{\star }=\mathrm {Hom} (R,R)} jest izomorficzny z {\displaystyle R} w tym sensie, iż każde przekształcenie liniowe {\displaystyle R\to R} jest postaci {\displaystyle \varphi _{a}(r)=ar} dla danego {\displaystyle a\in R}.
Niech {\displaystyle R=\mathbb {Z} ,} tj. rozważane {\displaystyle R}-moduły będą grupami abelowymi; dla danej grupy abelowej {\displaystyle A} jej {\displaystyle \mathbb {Z} }-dualną do niej jest {\displaystyle A^{\star }=\mathrm {Hom} (A,\mathbb {Z} ).} Jeśli {\displaystyle A=\mathbb {Z} ^{n},} to {\displaystyle A^{\star }} można utożsamiać z {\displaystyle A} za pomocą iloczynu skalarnego zupełnie jak wyżej. Z drugiej strony jednak, jeśli {\displaystyle A=\mathbb {Q} } będzie traktowana jako {\displaystyle \mathbb {Z} }-moduł, to {\displaystyle \mathbb {Q} ^{\star }=\mathrm {Hom} (\mathbb {Q} ,\mathbb {Z} )} jest trywialny; traktując z kolei {\displaystyle \mathbb {Q} } jako przestrzeń {\displaystyle \mathbb {Q} }-liniową otrzymuje się nietrywialną {\displaystyle \mathbb {Q} ^{\star }=\mathrm {Hom} (\mathbb {Q} ,\mathbb {Q} )} – uzmysławia to istotność uwzględniania pierścienia, nad którym rozpatruje się moduł dualny do danego. Jeżeli {\displaystyle A} jest skończoną grupą abelową, to jej {\displaystyle \mathbb {Z} }-dualna jest zerowa; przykładowo: jeśli {\displaystyle A=\mathbb {Z} \oplus (\mathbb {Z} /2\mathbb {Z} ),} to {\displaystyle A^{\star }\simeq \mathbb {Z} ^{\star }\oplus (\mathbb {Z} /2\mathbb {Z} )^{\star }=\mathbb {Z} ^{\star },} a ponieważ {\displaystyle \mathbb {Z} ^{\star }\simeq \mathbb {Z} } z pierwszego przykładu, to {\displaystyle A} składa się z funkcji {\displaystyle f_{k}(x,y)=kx} dla różnych {\displaystyle k\in \mathbb {Z} } (por. podgrupa torsyjna i ranga grupy abelowej).
Niech {\displaystyle R} będzie dziedziną całkowitości z ciałem ułamków {\displaystyle K,} a {\displaystyle I} będzie ideałem w {\displaystyle R.} Wówczas {\displaystyle I^{\star }=\mathrm {Hom} (I,R)} można interpretować jako {\displaystyle \{c\in K\colon cI\subseteq R\}}. Jeżeli {\displaystyle R=\mathbb {Z} [X],} zaś {\displaystyle I=(2,X)} jest ideałem maksymalnym tej dziedziny z jednoznacznością rozkładu, to ponieważ {\displaystyle 2,X} są w niej względnie pierwsze, to
{\displaystyle I^{\star }={\big \{}f\in \mathbb {Q} (X)\colon fI\subseteq R{\big \}}={\big \{}f\in \mathbb {Q} (X)\colon 2f\in \mathbb {Z} [X]{\text{ i }}Xf\in \mathbb {Z} [X]{\big \}}=\mathbb {Z} [X],}
tj. jedynymi przekształceniami {\displaystyle \mathbb {Z} [X]}-liniowymi {\displaystyle (2,X)\to \mathbb {Z} [X]} są mnożenia {\displaystyle h\mapsto gh} dla {\displaystyle g\in \mathbb {Z} [X].}
Niech {\displaystyle R=\mathbb {R} ,} a {\displaystyle M=N=\mathbb {C} ;} baza dualna {\displaystyle \{f_{1},f_{2}\}} przestrzeni liniowej {\displaystyle \mathbb {C} ^{\star }} do bazy standardowej {\displaystyle \{1,i\}} przestrzeni {\displaystyle \mathbb {R} }-liniowej {\displaystyle \mathbb {C} } jest postaci {\displaystyle \{\mathrm {Re} ,\mathrm {Im} \}}. Niech odwzorowanie {\displaystyle \mathrm {L} \colon \mathbb {C} \to \mathbb {C} } dane będzie wzorem {\displaystyle \mathrm {L} (z)=(2+i)z+{\overline {z}};} jest ono {\displaystyle \mathbb {R} }-liniowe, przy czym {\displaystyle \mathrm {L} (1)=3+i} oraz {\displaystyle \mathrm {L} (i)=-1+i.} W bazie standardowej (dla dziedziny i przeciwdziedziny) {\displaystyle \mathbb {C} } przekształcenie {\displaystyle \mathrm {L} } reprezentowane jest za pomocą macierzy {\displaystyle \left[{\begin{smallmatrix}3&-1\\1&\ 1\end{smallmatrix}}\right].} Macierzą {\displaystyle \mathrm {L} ^{\star }} w bazie {\displaystyle \{\mathrm {Re} ,\mathrm {Im} \}} przestrzeni {\displaystyle \mathbb {C} ^{\star }} jest macierz {\displaystyle \left[{\begin{smallmatrix}\ 3&1\\-1&1\end{smallmatrix}}\right]} transponowana do macierzy odwzorowania {\displaystyle \mathrm {L} } (zob. macierz przekształcenia liniowego).
Jeśli {\displaystyle R=\mathbb {R} ,} zaś {\displaystyle M=\mathbb {R} [X]} oraz {\displaystyle N=\mathbb {R} ^{2},} a ponadto {\displaystyle \mathrm {L} \colon M\to N} dane jest wzorem {\displaystyle \mathrm {L} f(X)=f(0),f(1),} to odwzorowanie {\displaystyle \varphi \colon \mathbb {R} ^{2}\to \mathbb {R} } dane wzorem {\displaystyle \varphi (x,y)=2x+3y} należy do przestrzeni dualnej do {\displaystyle \mathbb {R} ^{2},} a złożenie {\displaystyle \varphi \circ \mathrm {L} ,} które przeprowadza {\displaystyle f(X)} na {\displaystyle 2f(0)+3f(1)} należy do przestrzeni dualnej do {\displaystyle \mathbb {R} [X]} – złożeniem tym jest {\displaystyle \mathrm {L} ^{\star }(\varphi ).}
Niech {\displaystyle K} będzie ciałem skończonym (np. {\displaystyle \mathbb {Z} /p\mathbb {Z} } dla liczby pierwszej {\displaystyle p}), a zbiór {\displaystyle V=\bigoplus K} będzie sumą prostą przeliczalnie wielu egzemplarzy {\displaystyle K.} Zbiór ten jest przeliczalny, z kolei zbiór {\displaystyle V^{\star }\simeq \prod (K^{\star })} jest nieprzeliczalny (zob. Sumy i produkty proste). Przekształcenie dualne do włożenia {\displaystyle \bigoplus K\hookrightarrow \prod K} jest suriekcją (zob. Przekształcenia dualne) przestrzeni dualnych w odwrotnym porządku: {\displaystyle \left(\prod K\right)^{\star }\to \!\!\!\!\!\to \left(\bigoplus K\right)^{\star }=V^{\star };} w ten sposób {\displaystyle \left(\prod K\right)^{\star }} jest zbiorem nieprzeliczalnym jako dziedzina suriekcji na zbiór nieprzeliczalny. Ponieważ {\displaystyle K^{\star }\simeq K} jako przestrzenie liniowe (wymiaru jeden) oraz {\displaystyle V^{\star \star }\simeq \left(\prod K^{\star }\right)^{\star }\simeq \left(\prod K\right)^{\star },} to {\displaystyle V^{\star \star }} jest nieprzeliczalny. Wynika stąd, że przekształcenie naturalne {\displaystyle V\to V^{\star \star }} (a w istocie żadne przekształcenie tego rodzaju) nie jest suriektywne.